# Joyce Waters

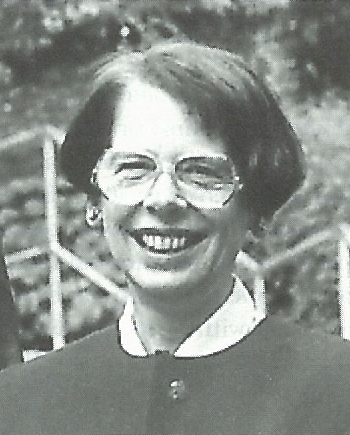
Joyce Waters, 1998

Joyce Mary Waters , ONZM (* 2. Juni 1931) ist eine neuseeländische Chemikerin und Hochschullehrerin. Sie ist emeritierte Professorin an der Massey University. Sie war die zweite Frau, die an der University of Auckland in Chemie promovierte, und war die erste Präsidentin des New Zealand Institute of Chemistry.

## Leben und Werk
Waters studierte an der University of Auckland, wo sie 1954 den Bachelor of Science und 1955 den Master of Science mit Auszeichnung erhielt. 1959 heiratete sie den Chemiker Neil Waters, der später Vizekanzler der Massey University wurde. 1960 promovierte sie als zweite Frau in Chemie an der University of Auckland mit der Dissertation A study of some co-ordination compounds formed between nickel diammines and the nitrite ion.
Nach ihrer Promotion reiste sie nach England, wo sie als Kristallographin zunächst als Teil einer Forschungsgruppe bei Imperial Chemical Industries in Hertfordshire arbeitete. Im folgenden Jahr zog sie nach Berkshire, um am Atomic Energy Research Establishment in Harwell zu forschen.
1961 kehrte sie mit ihrem Ehemann nach Neuseeland zurück und begann an der University of Auckland zu arbeiten. 1983 wurde sie an der Massey University zur außerordentlichen Professorin und Senior Research Fellow, 2000 zur ordentlichen Professorin ernannt.
Ihr Forschungsschwerpunkt liegt in der röntgenkristallographischen Bestimmung der Struktur kleiner Moleküle, bei deren Technik sie zu den Pionieren in Neuseeland zählt. Eine ihrer frühen Veröffentlichungen beschrieb die erste Strukturaufklärung eines Komplexes, der eine Metall-Wasserstoff-Bindung enthielt.
Als emeritierte Professorin an der Massey University arbeitet sie weiterhin als Kristallographin.
Waters war 1990 die erste Frau, die zur Präsidentin des New Zealand Institute of Chemistry gewählt wurde. Als die Performance-Based-Research-Fund-Ausschüsse eingerichtet wurden, war sie die einzige Frau, die in den Ausschuss für Physikalische Wissenschaften berufen wurde.

## Ehrungen (Auswahl)
- 1999: Fellow der Royal Society Te Apārangi[4]
- 2006: Officer des New Zealand Order of Merit[5]
- Fellow des New Zealand Institute of Chemistry
- Massey-Medaille der Massey University